# Saud bin Rashid Al Mualla
Cheikh Saud bin Rashid Al Mualla (arabe : سعود بن راشد المعلا; né le Modèle:Date date) est le dirigeant et chef d'État de l'émirat d'Oumm al-Qaïwaïn depuis 2009, ainsi qu'un membre du Conseil suprême fédéral (en) des Émirats arabes unis.
Il est le fils de Cheikh Rashid bin Ahmad Al Mualla II et a succédé à son père en tant que souverain d'Oumm al-Qaïwaïn le 2 janvier 2009.

## Enfance et éducation
Né le 1er octobre 1952, Sheikh Saud a suivi son enseignement élémentaire et primaire à Umm Al Quwain avant de poursuivre ses études secondaires au Liban. En 1974, il obtient un diplôme en économie de l'université du Caire, en Égypte.

## Carrière politique
Cheikh Saud était commandant de la Garde nationale d'Umm Al Quwain avec le grade de colonel. En 1989, il prit la tête de la Cour royale d'Umm Al Quwain (Al Diwan Al-Amir). Le 22 juin 1972, son père, le cheikh Rashid bin Ahmad Al Mualla II, le désigna prince héritier d'Umm Al Quwain. Il assista son père dans la gestion des affaires de l'émirat, supervisa de nombreux projets d'investissement et établit plusieurs entités gouvernementales et entreprises locales.
En 1973, il fut nommé au ministère des Affaires étrangères des Émirats arabes unis, tout en étant détaché auprès de la cour amirale d'Umm Al Quwain. En 1977, il devint commandant de la garde amirale d'Umm Al Quwain. En 1979, il fut nommé chef de la cour amirale (Diwan) et devint officiellement prince héritier en 1982.

## Vie privée
Le cheikh Saud est marié à Sheikha Sumaya bint Saqr Al Qasimi, qui est la sœur de Saoud ben Saqr Al Qassimi, le souverain de Ras Al Khaimah. Leur fils, Rashid, est l'actuel prince héritier d'Umm Al Quwain.